# وظیفه (فیلم ۱۹۹۷)
وظیفه (به انگلیسی: The Assignment) فیلمی محصول سال ۱۹۹۷ و به کارگردانی کریستیان دوگای است. در این فیلم بازیگرانی همچون آیدان کوئین، دونالد ساترلند، بن کینگزلی و لیلیانا کوموروفسکا ایفای نقش کرده‌اند.